# Есларн
Есларн (нім. Eslarn) — громада в Німеччині, розташована в землі Баварія. Підпорядковується адміністративному округу Верхній Пфальц. Входить до складу району Нойштадт-ан-дер-Вальднааб.
Площа — 55,24 км2. Населення становить 2678 ос. (станом на 31 грудня 2020).